# Glažuta, Loški potok
Glažuta este o localitate din comuna Loški potok, Slovenia, cu o populație de 0 locuitori.